# 水冷壁

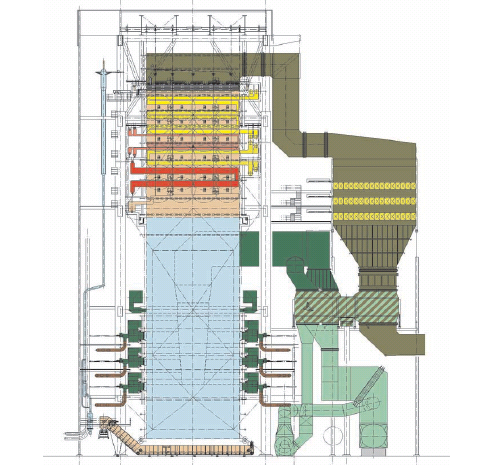
蒸氣發電機鍋爐。锅炉中的炉膛、锅筒、燃烧器、水冷壁、过热器、省煤器、空气预热器、构架和炉墙等主要部件构成生产蒸汽的核心部分，称为锅炉本体。

水冷壁是锅炉的主要受热部分，它由数排钢管组成，分布于锅炉炉膛的四周。它的内部为流动的水或蒸汽，外界接受锅炉炉膛的火焰的热量。
水冷壁最初设计时，目的并不是受热，而是为了冷却炉膛使之不受高温破坏。后来，由于其良好的热交换功能，逐渐取代汽包成为锅炉主要受热部分。
水冷壁根据其外形，分为光管式水冷壁和翼式水冷壁两种。